# Cedric Nicolas-Troyan
Cedric Nicolas-Troyan (Talence, França, 9 de março de 1969) é um diretor e  artista de efeitos visuais francês. Como reconhecimento, foi nomeado ao Oscar 2013 na categoria de Melhores Efeitos Visuais por Snow White and the Huntsman.